# كريغ دينهام
كريغ دينهام (بالإنجليزية: Greig Denham)‏ هو لاعب كرة قدم بريطاني، ولد في 5 أكتوبر 1976 في غلاسكو في المملكة المتحدة. لعب مع نادي سانت ميرين ونادي ستنهاوسموير ونادي فالكيرك ونادي ماذرويل.

## وصلات خارجية
- كريغ دينهام على موقع Soccerbase.com (لاعب) (الإنجليزية)